# Coppa Intercontinentale 2015 (calcio a 5)
La Coppa Intercontinentale 2015 (in lingua inglese 2015 World Intercontinental Futsal Cup) è stata la 10ª edizione della competizione di calcio a 5 per squadre maschili di club riconosciuta dalla FIFA. La competizione si è svolta dal 31 agosto al 5 settembre 2015 presso la palestra "Caldeirão do Galo" di Erechim, in Brasile.

## Formula
Nella prima fase ciascuna squadra affronta le altre una sola volta. La classifica finale determina l'esclusione dell'ultima classificata nonché gli accoppiamenti della successiva fase finale a eliminazione diretta: prima e seconda classificata si scontrano per determinare la vincitrice della competizione mentre terza e quarta classificata si contendono il terzo posto.

## Partecipanti
| Squadra         | Confederazione | Qualificata in quanto                                                   | Partecipazioni | Vittorie | Ultima partecipazione |
| --------------- | -------------- | ----------------------------------------------------------------------- | -------------- | -------- | --------------------- |
| Al Dhafra       | AFC            | Rappresentante AFC                                                      | 0              | 0        | Esordiente            |
| Atlântico       | CONMEBOL       | Vincitore del Torneo Sudamericano de Clubes 2014                        | 0              | 0        | Esordiente            |
| Misr Lel Makasa | CAF            | Rappresentante CAF                                                      | 0              | 0        | Esordiente            |
| Toronto         | CONCACAF       | Rappresentante CONCACAF                                                 | 0              | 0        | Esordiente            |
| Qairat          | UEFA           | Vincitore della Coppa Intercontinentale 2014 e della Coppa UEFA 2014-15 | 1              | 1        | 2014                  |

## Prima fase

### Risultati
| Erechim 31 agosto 2015, ore 19:00 UTC-3 | Al Dhafra | 2 – 1  | Misr Lel Makasa | Caldeirão do Galo |
| Bomfim Vassoura Marcatori Yousri        |           |        |                 |                   |
|                                         |           |        |                 |                   |
| Bomfim Vassoura                         | Marcatori | Yousri |                 |                   |

| Erechim 31 agosto 2015, ore 19:00 UTC-3                                       | Atlântico | 0 – 4 (0-1) referto                                                 | Qairat | Caldeirão do Galo |
| Marcatori 7'12'’ Lukaian 22'02'’ Divanei 33'14'’ Léo Jaraguá 34'21'’ Pintinho |           |                                                                     |        |                   |
|                                                                               |           |                                                                     |        |                   |
|                                                                               | Marcatori | 7'12'’ Lukaian 22'02'’ Divanei 33'14'’ Léo Jaraguá 34'21'’ Pintinho |        |                   |

| Erechim 1 settembre 2015, ore 19:00 UTC-3                                  | Toronto   | 0 – 4 (0-2) referto                                              | Al Dhafra | Caldeirão do Galo |
| Marcatori 19'23'’ Vandinho 19'56'’ Jamil 32'37'’ Leozinho 39'35'’ Vassoura |           |                                                                  |           |                   |
|                                                                            |           |                                                                  |           |                   |
|                                                                            | Marcatori | 19'23'’ Vandinho 19'56'’ Jamil 32'37'’ Leozinho 39'35'’ Vassoura |           |                   |

| Erechim 1 settembre 2015, ore 20:30 UTC-3                                                                 | Atlântico | 5 – 1 (2-1) referto | Misr Lel Makasa | Caldeirão do Galo |
| Jonathan 7'30'’ Café 11'25'’ Camargo 30'08'’ ( t.l. ) , 33'48'’ ( t.l. ) Rennan 37'15'’ Marcatori Mustafà |           |                     |                 |                   |
| |           |                     |                 |                   |
| Jonathan 7'30'’ Café 11'25'’ Camargo 30'08'’ (t.l.), 33'48'’ (t.l.) Rennan 37'15'’                        | Marcatori | Mustafà             |                 |                   |

| Erechim 2 settembre 2015, ore 19:00 UTC-3                                                                                        | Misr Lel Makasa | 2 – 6 (0-3) referto                                                                              | Qairat | Caldeirão do Galo |
| Bogy 24'25'’ Moza 39’ Marcatori 6'18'’ Roncaglio 16'55'’ Yesenamanov 18'21'’ Lukaian 25’ Pershin 28'10'’ Jamanqulov 36'10'’ Joan |                 |                                                                                                  |        |                   |
| |                 |                                                                                                  |        |                   |
| Bogy 24'25'’ Moza 39’ | Marcatori       | 6'18'’ Roncaglio 16'55'’ Yesenamanov 18'21'’ Lukaian 25’ Pershin 28'10'’ Jamanqulov 36'10'’ Joan |        |                   |

| Erechim 2 settembre 2015, ore 20:30 UTC-3                                         | Atlântico | 5 – 0 (2-0) referto | Toronto | Caldeirão do Galo |
| Keké 9'25'’ Fontoura 19'40'’ Café 28'30'’ , 29'29'’ Correa 34’ ( aut. ) Marcatori |           |                     |         |                   |
|                                                                                   |           |                     |         |                   |
| Keké 9'25'’ Fontoura 19'40'’ Café 28'30'’, 29'29'’ Correa 34’ (aut.)              | Marcatori |                     |         |                   |

| Erechim 3 settembre 2015, ore 19:00 UTC-3                                                        | Toronto   | 1 – 5 (1-5) referto                                               | Qairat | Caldeirão do Galo |
| Quintanilla 2'48'’ Marcatori 0'25'’ , 8'52'’ , 11'18'’ Jé 12'53'’ Douglas Júnior 16'31'’ Lukaian |           |                                                                   |        |                   |
|                                                                                                  |           |                                                                   |        |                   |
| Quintanilla 2'48'’                                                                               | Marcatori | 0'25'’, 8'52'’, 11'18'’ Jé 12'53'’ Douglas Júnior 16'31'’ Lukaian |        |                   |

| Erechim 3 settembre 2015, ore 20:30 UTC-3                                     | Atlântico | 4 – 1 (1-0) referto | Al Dhafra | Caldeirão do Galo |
| Jonathan 13'46'’ Hector 28'52'’ Gafanha 30'11'’ Keké 39’ Marcatori 39’ Bomfim |           |                     |           |                   |
|                                                                               |           |                     |           |                   |
| Jonathan 13'46'’ Hector 28'52'’ Gafanha 30'11'’ Keké 39’                      | Marcatori | 39’ Bomfim          |           |                   |

| Erechim 4 settembre 2015, ore 19:00 UTC-3                                  | Toronto   | 0 – 5 (0-2) referto                                            | Misr Lel Makasa | Caldeirão do Galo |
| Marcatori 7'06'’ , 35'38'’ Mohamed 17'24'’ , 35'31'’ Gharib 7'06'’ Hussein |           |                                                                |                 |                   |
|                                                                            |           |                                                                |                 |                   |
|                                                                            | Marcatori | 7'06'’, 35'38'’ Mohamed 17'24'’, 35'31'’ Gharib 7'06'’ Hussein |                 |                   |

| Erechim 4 settembre 2015, ore 20:30 UTC-3                                                                                                  | Qairat    | 7 – 1 (1-1) referto | Al Dhafra | Caldeirão do Galo |
| Divanei 13'09'’ Jé 21'02'’ Douglas Júnior 22’ Yesenamanov 24'37'’ Lukaian 25'52'’ Suleimenov 30'08'’ Joan 38'45'’ Marcatori 10'52'’ Bomfim |           |                     |           |                   |
| |           |                     |           |                   |
| Divanei 13'09'’ Jé 21'02'’ Douglas Júnior 22’ Yesenamanov 24'37'’ Lukaian 25'52'’ Suleimenov 30'08'’ Joan 38'45'’                          | Marcatori | 10'52'’ Bomfim      |           |                   |

### Classifica
| Squadra         | Pti | PG | PV | PN | PP | GF | GS |
| --------------- | --- | -- | -- | -- | -- | -- | -- |
| Qairat          | 12  | 4  | 4  | 0  | 0  | 22 | 4  |
| Atlântico       | 9   | 4  | 3  | 0  | 1  | 14 | 6  |
| Al Dhafra       | 6   | 4  | 2  | 0  | 2  | 8  | 12 |
| Misr Lel Makasa | 3   | 4  | 1  | 0  | 3  | 9  | 13 |
| Toronto         | 0   | 4  | 0  | 0  | 4  | 1  | 19 |

## Fase finale

### Finale 3º posto
| Erechim 5 settembre 2015, ore 16:30 UTC-3                                                                           | Al Dhafra | 6 – 2 (2-1) referto         | Misr Lel Makasa | Caldeirão do Galo |
| Vassoura 9'37'’ , 38'14'’ , 38'48'’ Bomfim 17'28'’ Vandinho 22'21'’ , 26'10'’ Marcatori 19'57'’ Shalaby 27’ Mohamed |           |                             |                 |                   |
| |           |                             |                 |                   |
| Vassoura 9'37'’, 38'14'’, 38'48'’ Bomfim 17'28'’ Vandinho 22'21'’, 26'10'’                                          | Marcatori | 19'57'’ Shalaby 27’ Mohamed |                 |                   |

### Finale
| Erechim 5 settembre 2015, ore 18:30 UTC-3                                                                           | Qairat    | 3 – 4 (d.t.s.) (0-1, 3-3, 3-3) referto                        | Atlântico | Caldeirão do Galo |
| Divanei 21'08'’ Lukaian 29’ Higuita 30'37'’ Marcatori 16'34'’ Gafanha 23'12'’ Camargo 34'55'’ Keké 49'42'’ Fontoura |           |                                                               |           |                   |
| |           |                                                               |           |                   |
| Divanei 21'08'’ Lukaian 29’ Higuita 30'37'’                                                                         | Marcatori | 16'34'’ Gafanha 23'12'’ Camargo 34'55'’ Keké 49'42'’ Fontoura |           |                   |